# 자라상과
자라상과(Trionychoidea)는 거북목 잠경아목에 속하는 파충류 상과의 하나이다. 현존하는 2개 과로 이루어져 있다. 전 세계 온대 기후 지역에서 두루 발견된다.

## 하위 과
- † Adocidae
- 돼지코거북과 (Carettochelyidae) - 단일종
- 자라과 (Trionychidae)